# Litchfield megye
Litchfield megye az Amerikai Egyesült Államokban, azon belül Connecticut államban található. Székhelye Litchfield, legnagyobb városa Torrington. Lakosainak száma 185 186 fő (2020. április 1.). Litchfield megye Berkshire, Fairfield, Hampden, Hartford, New Haven és Dutchess megyékkel határos.

## Népesség
A megye népességének változása:
| Lakosok száma | 189 746 | 188 946 | 187 516 | 186 924 | 183 603 | 185 186 |
|               | 2010    | 2011    | 2012    | 2013    | 2015    | 2020    |

## Városok

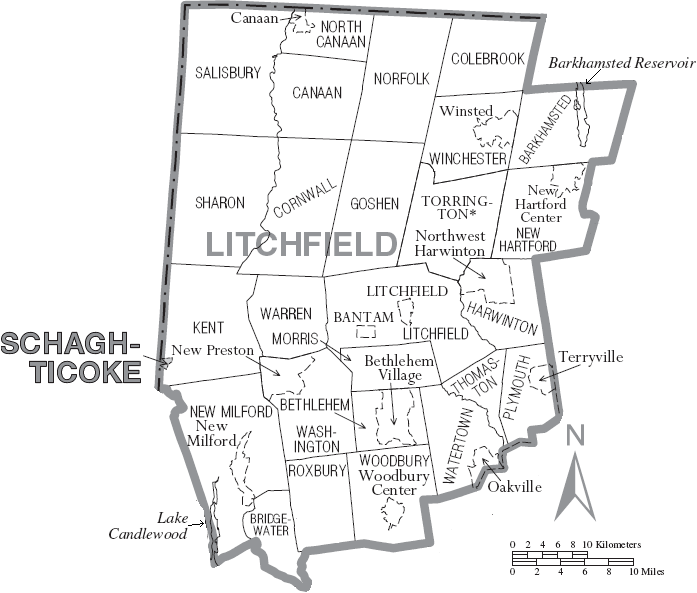
Litchfield megye térképe

Bakersville, Bantam, Barkhamsted, Bethlehem, Bridgewater, Canaan, Colebrook, Cornwall, East Canaan, East Morris, Falls Village, Gaylordsville, Goshen, Harwinton, Kent, Lakeville, Litchfield, Milton, Morris, New Hartford, New Milford, Norfolk, North Woodbury, Northfield, Northville, Oakville, Pequabuck, Plymouth, Roxbury, Sharon, Terryville, Thomaston, Torrington, Warren, Washington, Watertown, Willington, Winchester, Winsted, Woodbury.